# Østen Østensen
Østen Østensen (Drammen, 12 agosto 1878 – Oslo, 22 dicembre 1939) è stato un tiratore a segno norvegese.

## Palmarès

### Olimpiadi
- 5 medaglie:
  - 3 argenti (Stoccolma 1912 nella carabina libera a squadre; Anversa 1920 nella carabina militare a squadre; Anversa 1920 nella carabina libera a squadre)
  - 2 bronzi (Anversa 1920 nella carabina libera individuale; Anversa 1920 nella carabina piccola a squadre)